# Louis Louchet
Pour les articles homonymes, voir Louchet.
Louis Louchet, né le 21 janvier 1753 à Longpré-les-Corps-Saints (Somme), mort le 15 janvier 1815, est un homme politique de la Révolution française.

## Biographie

### Avant la Révolution
Louis Louchet est le fils de Mathieu L. (1699-1756), marchand huilier, et de Marie Anne Boutillier, décédée en 1771.
Louis Louchet effectue ses études au collège Louis-le-Grand à Paris. Il devient professeur de rhétorique au collège de Rodez, et a également une activité d'homme de lettres.

### Le conventionnel
En septembre 1792, Louis Louchet, alors administrateur de l'Aveyron, est élu député du département, le huitième sur neuf, à la Convention nationale.
Il siège sur les bancs de la Montagne. Lors du procès de Louis XVI, il vote « la mort, dans le plus bref délai », et rejette l'appel au peuple et le sursis à l'exécution de la peine. En avril 1793, il vote contre la mise en accusation de Jean-Paul Marat et déclare : « Je regarde Marat comme un homme exaspéré par les infâmes trahisons auxquelles le peuple est en proie depuis quatre ans, mais révolutionnaire et sincère ami de la liberté et de l'égalité ». En mai de la même année, il vote contre le rétablissement de la Commission des Douze. En août 1793, Louis Louchet est envoyé en mission dans le département de la Seine-Inférieure aux côtés de Louis Legendre afin de rechercher « les causes de la disette des subsistances ».
Louchet participe à la chute de Robespierre en réclamant, le premier, que Robespierre soit décrété d'arrestation. Il est soutenu par Paul Augustin Lozeau, député de la Charente-Inférieure.
En fructidor an II (septembre 1794), il est élu secrétaire de la Convention, aux côtés de Jean Borie, de Michel-Martial Cordier et de Claude Reynaud, sous la présidence d'André-Antoine Bernard.

### Après la Révolution
Louchet n'est pas réélu député en l'an IV. Il garde malgré tout un emploi public, le Directoire le nommant receveur des impositions directes du département de la Somme.
En 1798, il épouse Louise Isabelle Victoire Duplaquet à Beauvois-en-Vermandois et ils ont cinq enfants.
Sous l'Empire, il devient receveur général de la Somme.
La fin de sa vie est obscure. Selon les sources, il est destitué par la Restauration, puis meurt fou en un lieu non déterminé le 15 janvier 1815, ou se suicide à Paris en octobre 1813.

## Sources
1. ↑  Archives départementales du département de la Somme, « Registre paroissial de Longpré-les-Corps-Saints, baptêmes mariages et sépultures 1743-1792, 1MI EC 208 » , sur archives.somme.fr (consulté le 14 juillet 2024)
2. ↑  Lataste, Lodoïs (1842-1923), « Archives parlementaires de 1787 à 1860, Première série, tome 52 » , sur www.gallica.bnf.fr, 1897-1913 (consulté le 14 juillet 2024)
3. ↑  Froullé, Jacques-François (≈1734-1794), « Liste comparative des cinq appels nominaux . Faits dans les séances des 15, 16, 17, 18 et 19 janvier 1793, sur le procès et le jugement de Louis XVI » , sur www.gallica.bnf.fr, 1793 (consulté le 14 juillet 2024)
4. ↑  Ducom, André Jean (1861-1923), Lataste, Lodoïs (1842-1923) et Pionnier, Constant (1857-1924), « Archives parlementaires de 1787 à 1860, Première série, tome 62 » , sur www.gallica.bnf.fr, 1897-1913 (consulté le 14 juillet 2024)
5. ↑  Lataste, Lodoïs (1842-1923), « Archives parlementaires de 1787 à 1860, Première série, tome 65 », sur www.gallica.bnf.fr, 1897-1913 (consulté le 14 juillet 2024)
6. ↑  Aulard, François-Alphonse (1849-1928), « Recueil des actes du Comité de salut public, avec la correspondance officielle des représentants en mission et le registre du conseil exécutif provisoire. Tome 6 » , sur www.gallica.bnf.fr, 1889-1951 (consulté le 14 juillet 2024)
7. ↑  Maximilien Robespierre, Louis Louchet, Paul Augustin Lozeau et Augustin Bon Joseph de Robespierre, « Interventions des représentants Robespierre et Robespierre le jeune contres les accusations qui leur sont adressées par diverses membres qui demandent leur arrestation. L'arrestation est décrétée, lors de la séance du 9 thermidor an II (27 juillet 1794) », Archives Parlementaires de la Révolution Française, vol. 93, no 1,‎ 1982, p. 554–554 (lire en ligne, consulté le 14 juillet 2024)
8. ↑  « Élection de Bernard (de Saintes) à la présidence de la Convention et de Cordier, Borie, Louchet et Reynaud en tant que secrétaires, lors de la séance du 16 fructidor an II (soir) (2 septembre 1794) », Archives Parlementaires de la Révolution Française, vol. 96, no 1,‎ 1990, p. 200–200 (lire en ligne, consulté le 14 juillet 2024)

- « Louis Louchet », dans Adolphe Robert et Gaston Cougny, Dictionnaire des parlementaires français, Edgar Bourloton, 1889-1891 [détail de l’édition]
- Eric Bailly dans Célébrités à Longpré les Corps Saints
- Archives départementales de la Somme : Acte de naissance de Louis Louchet